# Andreu Jaume
Andreu Jaume Enseñat (Palma de Mallorca, 1977) es un editor y crítico literario español.

## Biografía
Jaume estudió Filología Románica en la Universidad de Barcelona. Editor de Random House Mondadori y profesor de Literatura, ha impartido también un máster de traducción e interpretación en la Universidad Pompeu Fabra. Ha editado y prologado los ensayos de Cyril Connolly, Obra selecta (Lumen, 2005); El argumento de la obra, la correspondencia de Jaime Gil de Biedma (Lumen, 2010); y La aventura sin fin, los ensayos de T. S. Eliot. También ha llevado a las prensas la obra ensayística de autores como Henry James y W. H. Auden y es responsable de la edición en cinco volúmenes (Debolsillo, 2013 y Penguin Clásicos 2016) de la obra completa de Shakespeare, del que ha traducido y editado El rey Lear (Penguin Clásicos, 2016).
En 2020, fue editor del libro Viaje al sur, de Juan Marsé (Lumen, 2020), libro escrito en 1962 y perdido en la editorial Ruedo Ibérico en Ámsterdam.

## Obras
- El somni d'Alexandre Jaume. Barcelona : Fundació Rafael Campalans, 2003. ISBN 84-607-7503-8.
- Tormenta todavía. Editorial Sloper, Palma de Mallorca, 2022. 232 páginas.[5]